# محمد حاجي محمود
محمد حاجي محمود وهو سياسي كردي عراقي، ويشغل منصب سكرتير الحزب الاشتراكي الديمقراطي الكردستاني، وقائد قوات البيشمركة بمنطقة كردستان العراق.
شغل منصب عضو في الجمعية الوطنية الانتقالية المؤقتة عامي 2004 و2005.
أصيب مع صهريه في إحدى معارك تحرير قرى كركوك من سيطرة داعش في سبتمبر 2015، علما أن ابنه «عطا» قد قتل في معارك تل الورد جنوب غرب كركوك عام 2014.
في عام 2017، أعلن استعداده للترشح لرئاسة إقليم كردستان العراق.

## روابط خارجية
- صفحة الفيسبوك
- الموقع الرسمي للحزب الاشتراكي الديمقراطي الكردستاني، باللغة الكردية